# Frise Communal Cemetery
Frise Communal Cemetery is een begraafplaats gelegen in de Franse plaats Frise (Somme). De militaire graven worden onderhouden door de Commonwealth War Graves Commission.
De begraafplaats telt 1 geïdentificeerd Gemenebest graf uit de Eerste Wereldoorlog.